# قصر الأسقف (ستراسبورغ)

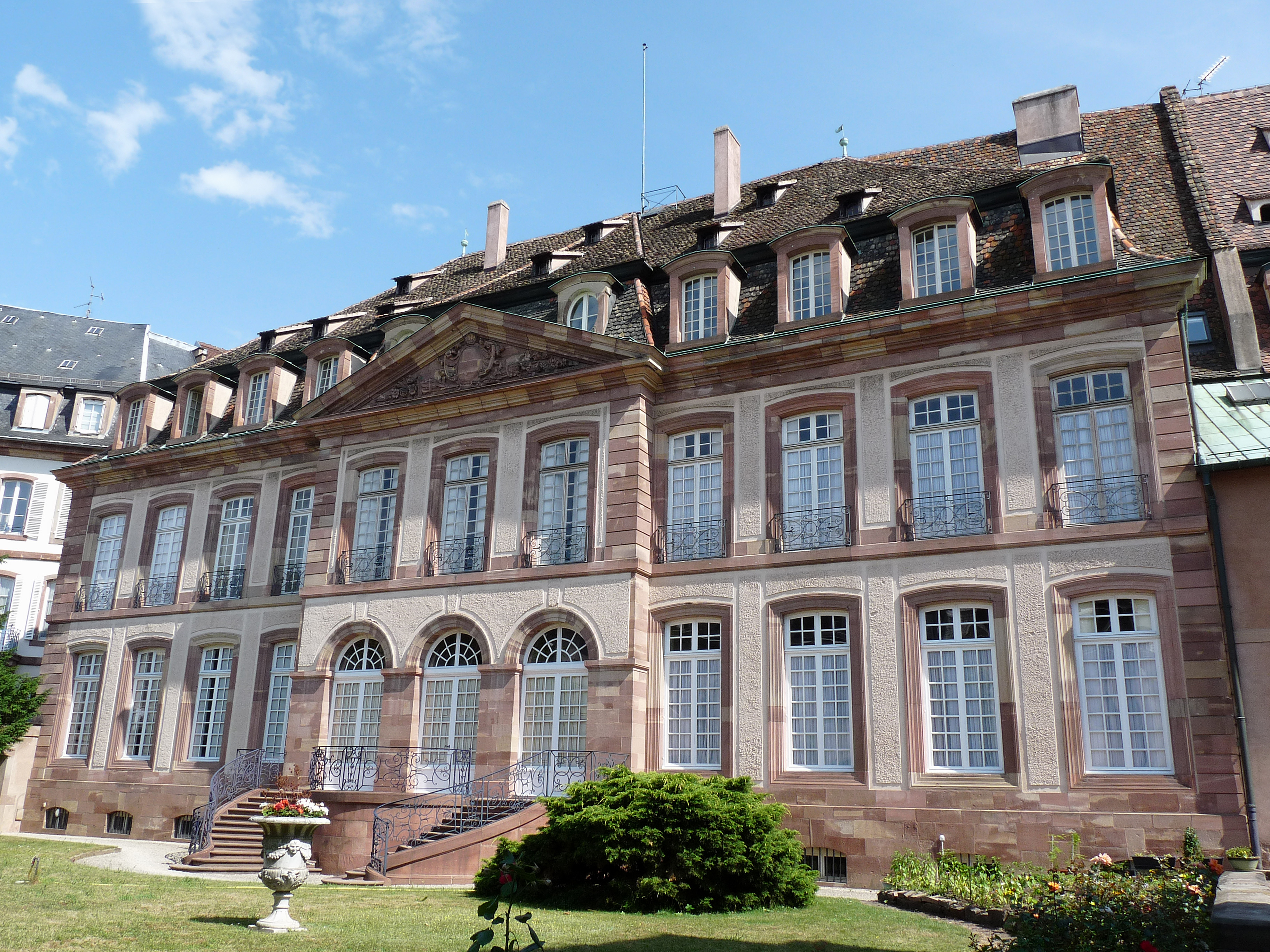
قصر الأسقف في ستراسبورغ.

قصر الأسقف في ستراسبورغ (بالفرنسيّة: Palais épiscopal) المعروف سابقًا باسم Hôtel du grand doyenné، هي مقر أسقف الأبرشية الرومانية الكاثوليكية في ستراسبورغ. والمبني موجود في المركز التاريخي لمدينة ستراسبورغ، في القسم الفرنسي من باس رين. وقد تم تصنيفها المبنى على أنه نصب تاريخي منذ عام 1929.